# Biophytum talbotii
Biophytum talbotii är en harsyreväxtart som först beskrevs av Bak. f., och fick sitt nu gällande namn av Hutch. & Dalz.. Biophytum talbotii ingår i släktet Biophytum och familjen harsyreväxter. Inga underarter finns listade i Catalogue of Life.